# 200-річчя від дня народження Т. Г. Шевченка (срібна монета)
«200-рі́ччя від дня наро́дження Т. Г. Шевче́нка» — ювілейна монета номіналом 50 гривень, випущена Національним банком України, присвячена 200-річчю від дня народження видатного сина українського народу, геніального поета, художника, мислителя, який зробив неоціненний внесок у духовну скарбницю людства, — Тараса Григоровича Шевченка. Талант Великого Кобзаря сягнув вершин української та світової культури, сила його національного феномену випромінюється далеко поза межі літератури і мистецтва.
Монету введено в обіг 7 березня 2014 року. Вона належить до серії «Духовні скарби України».
28 травня 2015 року монету визнано переможцем у номінації «Краща монета року» щорічного конкурсу «Краща монета року України» серед монет, які офіційно введені в обіг Національним банком України з 01 січня до 31 грудня 2014 року.

## Опис монети та характеристики
| Номінал грн. | Метал           | Маса, г | Діаметр, мм | Якість виготовлення       | Гурт                           | Тираж, штук |
| ------------ | --------------- | ------- | ----------- | ------------------------- | ------------------------------ | ----------- |
| 50           | срібло (Ag 999) | 500,0   | 85,0        | спеціальний анциркулейтед | гладкий із заглибленим написом | 1 000       |

### Аверс
На аверсі монети угорі розміщено: малий Державний Герб України та напис півколом «НАЦІОНАЛЬНИЙ БАНК УКРАЇНИ», у центрі — у колі з рядків вірша «Муза» …"ВНОЧІ, І ВДЕНЬ, І ВВЕЧЕРІ, І РАНО ВИТАЙ ЗО МНОЮ І УЧИ, УЧИ НЕЛОЖНИМИ УСТАМИ СКАЗАТИ ПРАВДУ" на тлі рушника зображено стилізоване алегоричне уособлення таланту митця — дві музи — Поезії та Образотворчого мистецтва, унизу написи: рік карбування монети «2014», факсиміле Т. Г. Шевченка, півколом номінал — «П'ЯТДЕСЯТ ГРИВЕНЬ».

### Реверс
На реверсі монети, поле якої розділено навпіл (угорі дзеркальна поверхня, унизу — рельєфна), що символізує непросту долю поета, по колу зображено серію автопортретів Т. Г. Шевченка, які ілюструють різні періоди життя митця, його талант; у центрі на дзеркальному тлі — рядки «ДОЛЯ/…МИ НЕ ЛУКАВИЛИ З ТОБОЮ,/МИ ПРОСТО ЙШЛИ; У НАС НЕМА/ЗЕРНА НЕПРАВДИ ЗА СОБОЮ.»; унизу на рельєфному тлі — «ТАРАС/ШЕВЧЕНКО», ліворуч — роки життя «1814/1861».

## Автори

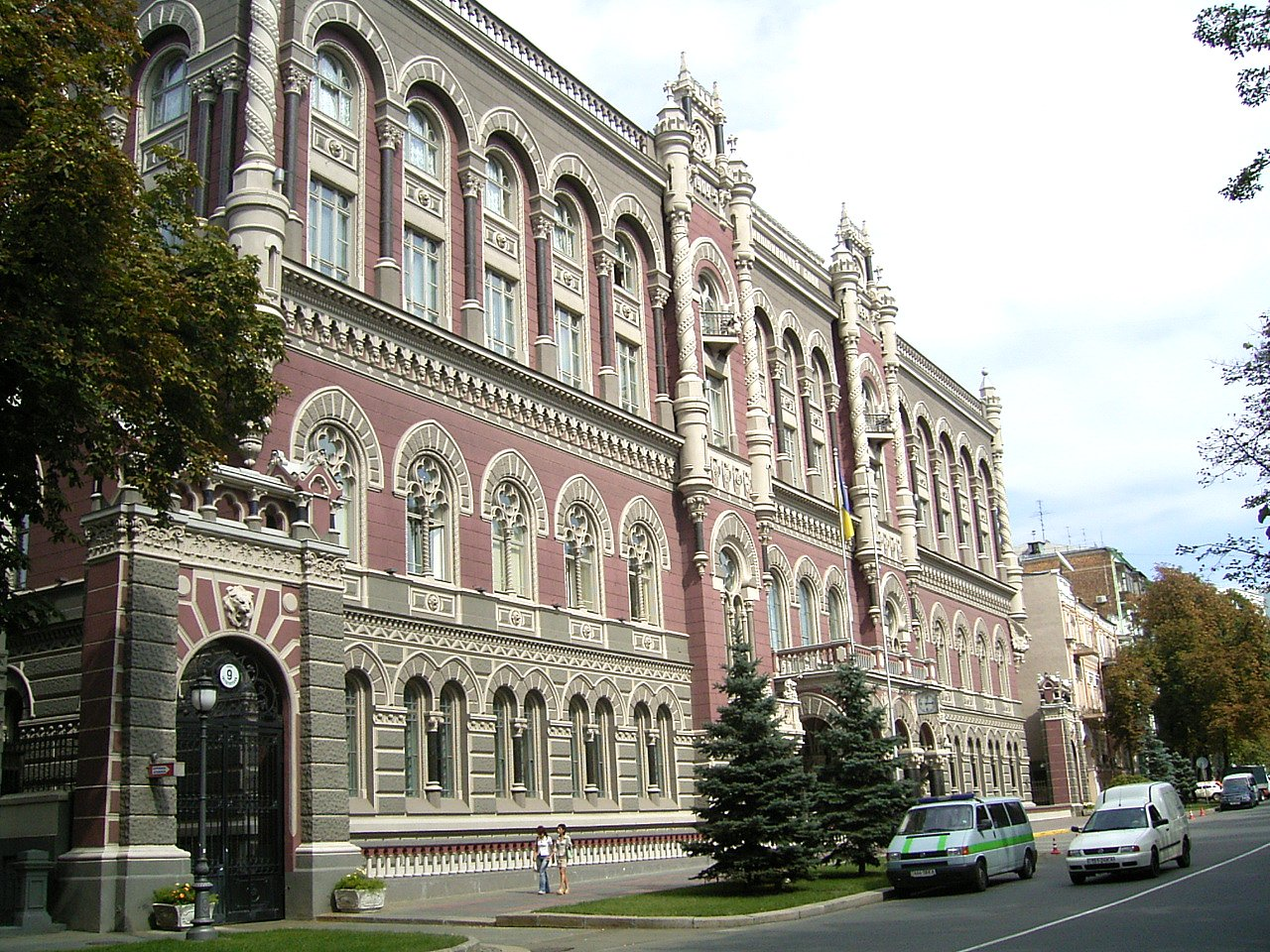
Будівля Національного банку України

- Художники: Таран Володимир, Харук Олександр, Харук Сергій.
- Скульптори: Дем'яненко Анатолій, Дем'яненко Володимир.

## Вартість монети
Ціну монети — 6760 гривень, встановив Національний банк України у період реалізації монети через його філії на момент уведення в обіг у 2014 році.
Фактична приблизна вартість монети, з роками змінювалася так:
| Рік        | 2014  | 2015   | 2016   | 2017   | 2018   | 2019   | 2020   | 2021   | 2022   | 2023   | 2024   | 2025   |
| ---------- | ----- | ------ | ------ | ------ | ------ | ------ | ------ | ------ | ------ | ------ | ------ | ------ |
| Ціна, грн. | 9 000 | 15 000 | 13 000 | 14 200 | 14 500 | 14 200 | 15 000 | 20 000 | 25 000 | 29 000 | 42 000 | 48 000 |